# Otto Drakenberg
Jan Sten Otto Drakenberg, född 28 juli 1966 i Lidingö församling, Stockholms län, är en svensk företagsledare, styrelseordförande och tidigare elitidrottare inom fäktning och internationell havskappsegling; han deltog bland annat i OS i Seoul 1988.
Otto Drakenberg är styrelseordförande i Spendrups Bryggeri, CarpoNovum, Svegro och Svenska Fäktförbundet, och VD för SMD Logistics. Han var fram till 2022 koncernchef för det börsnoterande livsmedelsföretaget Scandi Standard.

## Biografi
Otto Drakenberg har studerat vid Stockholms universitet. Han avlade civilekonomexamen 1992, bedrev fördjupningsstudier i nationalekonomi 1993–1994 och genomförde därefter praktikanttjänstgöring vid FN i Genève.

### Fäktning
Otto Drakenberg var under åren 1988–1989 med i det svenska landslaget i fäktning. Som del i det svenska landslaget kom Drakenberg på en fjärdeplats i värja i VM 1989 och på en åttondeplats vid herrarnas lagtävling vid de olympiska sommarspelen 1988. Drakenberg kom även på andraplats i Europamästerskapen för lag 1994. Han vann fem SM-guld i värjfäktning åren 1987–1993, samt blev nordisk mästare 1989–1990. 1988 utnämndes han till årets värjfäktare och 1994 tilldelades han Bältespännaren för den främsta internationella insatsen i förbindelse med andraplatsen i Europamästerskapen. 1996 erhöll Otto Drakenberg Svenska Fäktförbundets elitmärke för sina internationella prestationer. 
År 2017 valdes han till ordförande i Svenska Fäktförbundet. Under Internationella Fäktförbundets kongress i november 2022 uppmanade Drakenberg till diskussion om mänskliga rättigheter i Saudiarabien före omröstningen om landets ansökan för att arrangera junior-VM 2024. Anförandet möttes av våldsamma protester på kongressen, där Drakenberg sade: ”Jag kommer aldrig att avstå ifrån att uttrycka min mening, i en demokratisk värld.”  Försöket att tysta Drakenberg anmäldes till Internationella Olympiska Kommittén.
Otto Drakenberg kandiderade för ordförandeposten i Internationella fäktförbundet (FIE) i november 2024. Drakenberg var ensam kandidat mot EU-sanktionerade rysk-usbekiske Alisjer Usmanov, som anses kontrollera FIE. Ordförandevalet fick uppmärksamhet i internationell media. Drakenberg förlorade omröstningen mot Usmanov med 120–26. Svenska Fäktförbundet gjorde i ett pressmeddelande bedömningen att "väsentliga demokratiska principer" inte respekterats i valet, och att en extrakongress bör insättas för att möjliggöra ett rättvist val.
År 2024 tilldelades Drakenberg TV-sportens Sportspegelpris bland annat för att han "aldrig varit rädd för att stå upp för svenska demokratiska värderingar". Samma år tilldelades han European Gay and Lesbian Sport Federations (EGLSF) pris The Advocacy Award för att han under kongressen 2022 stod upp för HBTQI+-personers rättigheter inom idrotten.

### Havskappsegling
Otto Drakenberg har tävlat sedan 1990-talet i havskappsegling och kom 1995 på en andraplats i Europas äldsta och mest berömda kappseglingstävling, Fastnet Race. 2015 blev han bäste svensk i samma tävling med en tredjeplats i sin klass. 1992 deltog han som ende svensk i Round Britain & Ireland Race och kom tvåa med den franska båten Bon Vouloir. Drakenberg kom femma i VM i havskappsegling år 1999 med båten Investor och blev klass-segrare i Gotland Runt tre gånger.

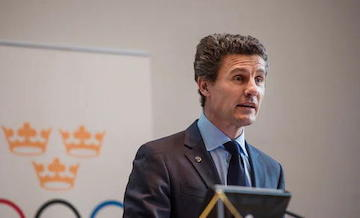
Otto Drakenberg under Sveriges olympiska kommittés årsmöte 2018.

### Näringsliv
Drakenberg arbetade 1996–2000 på Procter & Gamble, de sista åren som nordisk varumärkeschef. Efter att ha arbetat som exportchef för det danska företaget House of Prince 2001–2003 blev Drakenberg 2004 VD för däckföretaget Goodyear Dunlops nordiska & baltiska verksamhet. Åren 2007–2010 ledde han bryggeriföretaget Carlsberg Sverige och uppnådde de bästa resultaten i företagets historia. 2011–2015 var han koncernchef för den nordiska vin- och spritkoncernen Arcus-Gruppen A/S, vilket ledde fram till en framgångsrik börsnotering 2016. Han arbetar numera med företagstransformationer såsom i Scandi Standard, Moment Group, Twilfit, och Svegro.
Han var styrelseordförande och ledare för rekonstruktionen och försäljningen av detaljhandelskedjan Twilfit. Under 2020–2021 var han VD för den börsnoterade koncernen Moment Group där han tog företaget igenom en refinansiering för att övervintra Coronapandemin samt ompositionerade företaget för lönsam tillväxt. 2021–2022 var Drakenberg koncernchef för börsnoterade Scandi Standard. Företaget stabiliserades och omstrukturerades efter en period av turbulens och återställdes till lönsam tillväxt. 2022–2024 var Drakenberg VD för börsnoterade Rolling Optics, och ledde omstruktureringen och försäljningen av mikro-optik företaget till den franska sedeltillverkaren Oberthur. I nuläget är Drakenberg VD för SMD Logistics.

### Familj
Drakenberg är sonson till Hans Drakenberg. Han är gift och har två barn.

## Utmärkelser och priser
- Årets Värjfäktare 1988[59]
- Bältesspännaren 1994[16]
- Svenska Fäktförbundets elitmärke 1996[60]
- Rättsriddare av Johanniterorden i Sverige (riddare 2008, rättsriddare 2021, kommendator 2021–)[61]
- Sportspegelpriset 2024[62]
- 2024 EGLSF Advocacy Award [63]